# Филарет (Тихонов)
Епи́скоп Филаре́т (в миру Евге́ний Ю́рьевич Ти́хонов; род. 24 февраля 1981, Дмитров, Московская область) — архиерей Русской православной церкви, епископ Колпашевский и Стрежевской.
Тезоименитство — 19 ноября (2 декабря) (память святителя Филарета, митрополита Московского).

## Биография
Крещён в младенчестве. В 1998 году окончил Внуковскую среднюю общеобразовательную школу города Дмитрова.
В 2004 году окончил Международный университет природы, общества и человека «Дубна» (ныне Государственный университет «Дубна») со степенью магистра техники и технологии по направлению «Системный анализ и управление». В 2004—2007 годы учился в аспирантуре МПОЧ «Дубна».
9 марта 2011 года в Богоявленском соборе Старо-Голутвина монастыря города Коломны Московской области был пострижен в монашество митрополитом Крутицким и Коломенским Ювеналием (Поярковым) с наречением имени Филарет в честь святителя Филарета (Дроздова), митрополита Московского и Коломенского.
13 марта 2011 года в Тихвинском храме города Коломны Московской области по благословению митрополита Крутицкого и Коломенского Ювеналия (Пояркова) архиепископом Можайским Григорием (Чирковым) поставлен во чтеца и иподиакона и посвящён во диакона.
26 апреля 2011 года в Богоявленском соборе Старо-Голутвина монастыря города Коломны митрополитом Крутицким и Коломенским Ювеналием (Поярковым) рукоположен во священника. 10 мая 2011 года зачислен в клир Введенского храма Коломенской духовной семинарии.
В 2012 году окончил Коломенскую духовную семинарию.
С 2012 по 2015 года исполнял обязанности помощника проректора по воспитательной работе Коломенской духовной семинарии.
С 2012 года является преподавателем Миссионерско-катехизаторских курсов Московской епархии по предмету «История религий».
С 2014 года исполнял послушание ассистента-преподавателя по предмету «История религий».
В 2015 году назначен на должность преподавателя по предметам «История нехристианских религий» и «Информатика».
3 марта 2015 года назначен на должность секретаря Ученого совета Коломенской духовной семинарии.
15 сентября 2015 года назначен исполняющим обязанности проректора по воспитательной работе Коломенской духовной семинарии с оставлением в должности секретаря Учёного совета. 30 октября 2015 года утвержден в должности проректора по воспитательной работе с освобождением от должности секретаря Ученого совета.
14 июля 2021 года митрополитом Крутицким и Коломенским Павлом (Пономарёвым) был назначен членом Аттестационной комиссии Коломенской епархии. 7 марта 2023 года указом митрополита Крутицкого и Коломенского Павла (Пономарёва) назначен духовным руководителем монашеской общины при Коломенской духовной семинарии.

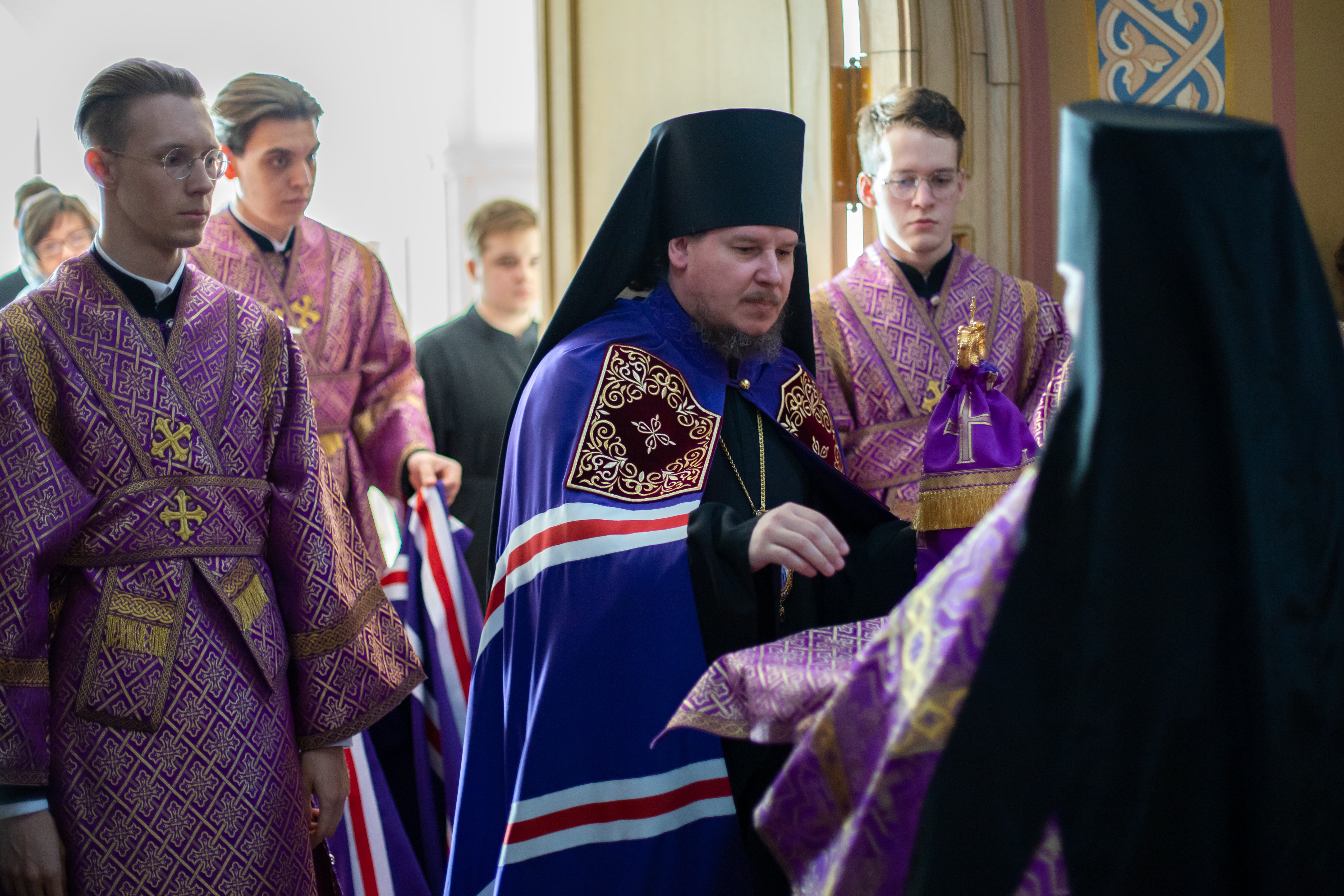
Епископ Колпашевский и Стрежевской Филарет в день совершения Литургии Преждеосвященных Даров в Трёхсвятительском храме Коломенской духовной семинарии 10 апреля 2024 года.

### Архиерейство
27 декабря 2023 года решением Священного синода РПЦ избран епископом Бакинским и Азербайджанским.
31 декабря 2023 года в Тихвинском храме Успенского кафедрального собора города Коломны митрополитом Крутицким и Коломенским Павлом (Пономарёвым) возведен в сан архимандрита.
12 марта 2024 года решением Священного Синода РПЦ определено быть епископом Колпашевским и Стрежевским.
23 марта 2024 года в Тронном зале Храма Христа Спасителя города Москвы наречён во во епископа Колпашевского и Стрежевского.
31 марта 2024 года в новоосвящённом храме равноапостольного великого князя Владимира в Тушине города Москвы хиротонисан во епископа Колпашевского и Стрежевского. Хиротонию совершили: Патриарх Кирилл, митрополит Воскресенский Григорий (Петров), митрополит Наро-Фоминский Никандр (Пилишин), митрополит Томский и Асиновский Ростислав (Девятов), митрополит Зарайский Константин (Островский), епископ Павлово-Посадский Силуан (Вьюров), епископ Раменский Алексий (Туриков).